# 里维松多利
里维松多利（義大利語：Rivisondoli），是意大利阿奎拉省的一个市镇。总面积31.61平方公里，人口687人，人口密度21.7人/平方公里（2009年）。ISTAT代码为066078。